# Rapidus
 (novembre 2024).
Rapidus Corporation (Rapidus株式会社, Rapidus Kabushiki-gaisha) est un fabricant de semiconducteurs situé à Chiyoda, Tokyo, Japan. Rapidus a été créé le 10 août 2022 par 8 entreprises japonaises:  Denso, Kioxia, MUFG Bank, NEC, NTT, SoftBank, Sony, et Toyota. Le but de Rapidus est de produire des semiconducteurs à 2 nm en 2027.

## Contexte historique
L'industrie des semi-conducteurs au Japon était très compétitive dans les années 1980, avec une part mondiale atteignant 50%. Cependant, l’accord sur les semiconducteurs de 1986 (ja) à la suite des frictions commerciales et de la montée en puissance de la Corée du Sud et de Taiwan ont progressivement réduit leur part de marché. En 1999, Elpida Memory a été créée en intégrant les activités de Hitachi et de NEC pour la mémoire DRAM, qui a ensuite repris l'activité de Mitsubishi Electric, et eut en 2006 la troisième plus grande part de marché mondiale dans ce domaine. Cependant, à la suite de la crise financière mondiale de 2007-2008 et de la récession qui a suivi, provoquée par la vigueur du yen, et malgré un soutien gouvernemental, l'entreprise a fait faillite en 2012. Elpida a été acquise par Micron Technology en 2013, et a changé son nom en Micron Memory Japan en 2014. En raison de la concurrence internationale d'entreprises telles que TSMC, Samsung Electronics et Intel, la part des entreprises japonaises dans l'ensemble de l'industrie des semi-conducteurs est tombée à 10% en 2019,.
En mai 2022, le président des États-Unis Joe Biden et le Premier ministre japonais Fumio Kishida ont discuté à Tokyo d'une collaboration accrue sur des technologies importantes, dont les semi-conducteurs, l'énergie nucléaire, l'exploration spatiale, les batteries électriques, les minéraux critiques et les chaînes d'approvisionnement. La politique du deuxième cabinet Kishida (dite Honebuto no hōshin) annoncée le 7 juin 2022 comprend un soutien aux entreprises privées développant des technologies de nouvelle génération et la mise en place d'une infrastructure pour les semi-conducteurs de nouvelle génération. Le 29 juillet 2022, des pourparlers ont eu lieu entre le secrétaire d'État américain Antony Blinken, la secrétaire américaine au Commerce Gina Raimondo, le ministre japonais des Affaires étrangères Yoshimasa Hayashi et le ministre japonais du Commerce Koichi Hagiuda pour discuter de la collaboration pour le développement des semi-conducteurs. Le ministère de l'Économie, du Commerce et de l'Industrie (METI) a donc créé le Centre de technologie des semiconducteurs de pointe (LSTC). Le LSTC et Rapidus collaborent pour établir une plateforme de conception et de fabrication de semiconducteurs de nouvelle génération au Japon.

## Historique de l'entreprise

### 2022
Le 10 août 2022, Rapidus a été créée par huit entreprises japonaises avec un investissement total de 7,3 milliards de yens pour la production nationale de semi-conducteurs avancés , avec des investissements supplémentaires totalisant 36 milliards de dollars attendus sur une décennie,. Rapidus est dirigé par Tetsuro Higashi (qui dirigeait auparavant Tokyo Electron) et Atsuyoshi Koike (qui dirigeait auparavant la filiale japonaise de Western Digital). En même temps, le METI et l'Organisation pour le développement des nouvelles énergies et des technologies industrielles (NEDO) ont lancé un appel public à candidatures pour des projets de développement de semi-conducteurs avancés liés aux systèmes de communication post-5G, ce qui a donné lieu à des subventions gouvernementales de 70 milliards de yens pour Rapidus,.
Le 6 décembre 2022, IMEC a annoncé avoir signé un protocole de coopération avec Rapidus, dans lequel les deux sociétés établiront une collaboration à long terme et durable sur les technologies avancées des semi-conducteurs, tandis que Rapidus prévoit de produire en masse des puces en technologie 2 nanomètres au Japon dans la seconde moitié des années 2020,,,.
Le 13 décembre 2022, IBM et Rapidus ont annoncé le développement d'une technologie à 2 nanomètres, la production des transistors à effet de champ avec grille circonscrite (GAA FET) à nanofeuilles annoncés par IBM en 2021, devant être réalisée par Rapidus dans son usine au Japon,,,. Les puces semi-conductrices de 2 nm que Rapidus souhaite produire devraient avoir des performances jusqu'à 45% supérieures et consommer 75% d'énergie en moins par rapport aux puces de 7 nm sur le marché en 2022.

### 2023
En janvier 2023, des représentants de Rapidus et d'IBM ont participé à une réunion entre le ministre japonais du Commerce Yasutoshi Nishimura et le secrétaire Raimondo.
En février 2023, Rapidus a annoncé la sélection d'un site proche du nouvel aéroport de Chitose à Chitose, Hokkaido, pour le site de sa future usine,. Rapidus a rejoint le «Core Partner Program» de l'imec le 3 avril 2023,, et a reçu le 25 avril 2023 un financement supplémentaire de 260 milliards de yens du gouvernement japonais. On estime qu'un financement total de 37 milliards de dollars est nécessaire avant que Rapidus puisse commencer la production.
En juillet 2023, Rapidus et Tokyo Electron ont été évoquées comme des sociétés qui « joueraient un rôle majeur » dans un nouveau protocole d'accord entre le Japon et l'Inde qui devrait impliquer 35,9 milliards de dollars d'investissement du Japon en Inde d'ici 2027, signé à New Delhi par les ministres Yasutoshi Nishimura et Ashwini Vaishnaw,.
La cérémonie d'inauguration des travaux de construction de l'usine Rapidus à Chitose a eu lieu le 1er septembre 2023. L'entreprise aurait reçu jusqu'à présent environ 2,5 milliards de dollars de subventions gouvernementales. Le fabricant d'équipements néerlandais ASML Holding a annoncé qu'il ouvrirait également un bureau à Chitose avec 40 à 50 techniciens pour assister Rapidus. Bien que la pleine exploitation ne soit pas attendue avant 2027, une ligne pilote devrait démarrer en 2025.
Le 17 novembre 2023, Rapidus a signé un accord avec la société de calcul d'IA Tenstorrent de Toronto,,,. L'architecture que Tenstorrent a sous-traitée à Rapidus est basée sur RISC-V.

### 2024
Le 22 janvier 2024, Rapidus a ouvert un bureau à Chitose pour gérer les communications et les contrats avec les entreprises de construction et la livraison d'équipements.
Le 2 avril, le ministère de l'Économie, du Commerce et de l'Industrie du Japon a annoncé qu'il fournirait jusqu'à 590 milliards de yens supplémentaires à Rapidus. En incluant les 330 milliards de yens de subventions déjà décidées, le montant total de l'aide atteindra près de 1 000 milliards de yens,.
Le 11 avril, Rapidus annonce la création d'une nouvelle société, Rapidus Design Solutions dans la Silicon Valley. Henri Richard est nommé président. Rapidus Design Solutions (RDS) vise à sécuriser les ingénieurs logiciels et de conception pour créer des semi-conducteurs selon les demandes des clients. L'expansion de RDS aux États-Unis vise également à s'appuyer sur la présence déjà existante de Rapidus, avec plus de 100 ingénieurs et scientifiques travaillant dans le complexe nanotechnologique d'Albany à New York.
En septembre 2024 Rapidus a lancé les travaux de construction de sa première fonderie de semiconducteurs à Chitose, sur l'île de Hokkaido, au nord du Japon. Ce site vise à produire en masse des puces de nouvelle génération à partir de 2027, avec une première ligne de production pilote dès avril 2025.
Le 11 novembre 2024, le gouvernement dirigé par Shigeru Ishiba a annoncé un financement gouvernemental de 65 milliards de dollars jusqu'en 2030 pour soutenir l'industrie des semi-conducteurs, dont une grande partie sera allouée à Rapidus,.

### 2025
Lundi 31 mars 2025, le gouvernement japonais annonce un nouveau soutien public de 802,5 milliards de yens (environ 4,9 milliards d’euros) à Rapidus, portant le total des subventions publiques allouées à l’entreprise à environ 1 700 milliards de yens (environ 10,5 milliards d’euros).

## Lectures complémentaires
- Patterson, « Rapidus CEO Chasing Single-Wafer-Processing Dream », EE Times, 23 juin 2023
- (en-US) Flaherty, « Rapidus is the last chance for Japan semiconductors says chair », eeNews Europe, 29 juin 2023
- Shilov, « Rapidus Wants to Supply 2nm Chips to Tech Giants, Challenge TSMC », www.anandtech.com, 26 juillet 2023
- (en) Harukata, « Japan Plots Semiconductor Comeback: An Interview with Nishikawa Kazumi (Part 1) », nippon.com, 7 août 2023
- (en) Harukata, « Japan Bets on Rapidus in Chips Race: An Interview with Nishikawa Kazumi (Part 2) », nippon.com, 9 août 2023